# Диканьская поселковая община
Диканьская поселковая община (укр. Диканська селищна громада) — территориальная община в Полтавском районе Полтавской области Украины. Административный центр —  посёлок Диканька.
Создана в 2020 году, согласно распоряжению Кабинета Министров Украины № 721-р от 12 июня 2020 года «Об определении административных центров и утверждении территорий территориальных общин Полтавской области», путем объединения территорий и населенных пунктов Диканского поселкового и Андреевского, Байракского, Балясненского, Великобудищанского, Великорудсковского, Водянобалковского, Дубровского, Надеждинского, Нелюбовского, Ордановского, Петро-Давыдовского, Стасовского сельских советов Диканьского района Полтавской области.

## Населенные пункты
В состав общины входят 1 поселок (Диканька) и 57 сел: Андренки, Андреевка, Байрак, Балясное, Борисовка, Василевка, Большая Рудка, Великие Будища, Веселовка, Водяная Балка, Гавронцы, Глоды, Горбатовка, Горянщина, Дейнековка, Дуброва, Дьячково, Жаданы, Елизаветовка, Каменка, Кардашовка, Климковка, Кокозовка, Кононенки, Кратова Говтва, Кучеровка, Ландари, Ланы, Малая Рудка, Марченки, Михайловка, Межгорье, Надежда, Нелюбовка, Новая Василевка, Одарюковка, Олефирщина, Онацки, Ордановка, Петренки , Петро-Давыдовка, Писаревщина, Поповка, Прони, Сивцы, Слиньков Яр, Сохацкая Балка, Стаси, Степановка, Судовка, Тополевка, Трояны, Федоровка, Хоменки, Чернечий Яр, Чернещина, Яроховка.